# 楚河区 (哈萨克斯坦)
43°48′N 73°39′E / 43.800°N 73.650°E

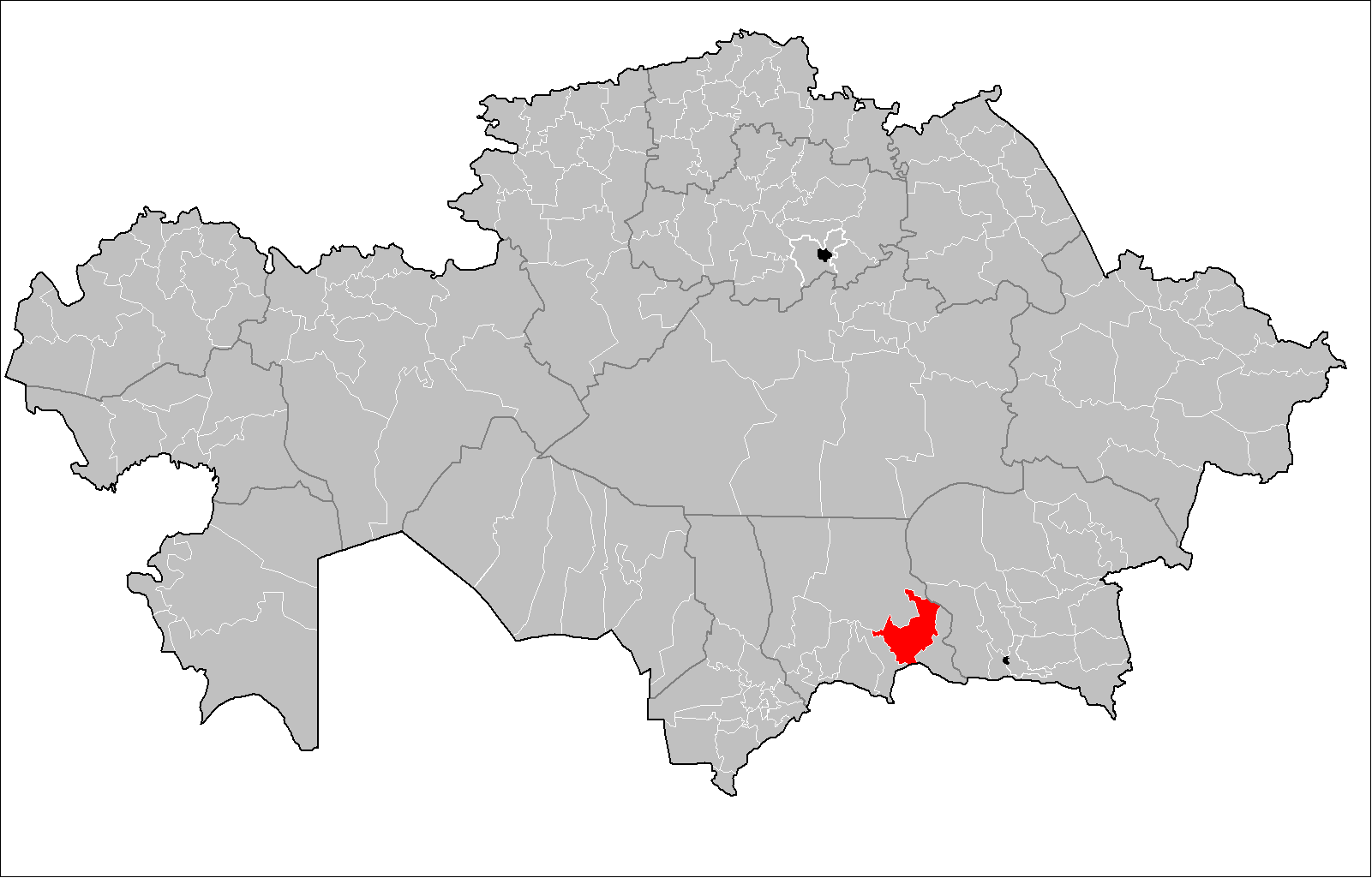

楚河区是哈薩克斯坦的行政區，位於該國南部，由江布爾州負責管轄，首府設於托列比 (楚河区)，始建於1928年，該地區面積12,000平方公里，2019年人口101,693。

## 地理
楚河区位于哈萨克斯坦南部江布爾州境内。向北它与莫伊恩庫姆區和阿拉木圖州相邻，向东与科爾代區相连，向南是吉尔吉斯斯坦，向西与梅爾基區接壤。

## 居民
1999年人口普查时楚河区有9万5176名居民。2009年人口普查时的居民数目为9万4452人。2021年的人口普查获得的人口数为10万5298人。2025年1月1日的人口数为10万5510人。
| 人口发展           | 人口发展 | 人口发展 | 人口发展 | 人口发展 | 人口发展 | 人口发展 | 人口发展 |
| 1939年             | 1959年   | 1970年   | 1979年   | 1989年   | 1999年   | 2009年   | 2021年   |
| ------------------ | -------- | -------- | -------- | -------- | -------- | -------- | -------- |
| 5万7499            | 8万1042  | 9万6379  | 9万5698  | 10万2094 | 9万5176  | 9万4452  | 10万5298 |
| 注释：人口普查数据 |          |          |          |          |          |          |          |

## 行政区划
楚河区分19个小区。